# Emma Ritter-Bondy
Emma Ritter-Bondy, auch bekannt als Emma Ritter, (* 3. Jänner 1838 in Graz; † 23. Juni 1894 in Glasgow) war eine schottische Pianistin und Musikpädagogin österreichischer Herkunft. 1892 wurde sie zur ersten Professorin für Klavier an der Glasgow Athenaeum School of Music, dem heutigen Royal Conservatoire of Scotland ernannt. Sie war damit die erste Musikprofessorin, ja die erste Professorin an einer universitären Einrichtung im gesamten Großbritannien. Sie gelangte somit als erste Frau in Großbritannien nahezu 16 Jahre vor Edith Morley in ein Professorenamt. Morley wurde 1908 als Professorin für Englische Literatur ans University College  Reading berufen.  Sie galt klassischerweise als die erste Professorin Großbritanniens.

## Leben und Werk
Emma Ritter wurde 1838 als Emma Bondy in Graz als Tochter des Leopold Bondy pensionierter Erzieher, Inhaber einer franz. Sprachschule, Lehrer f. franz. Sprache, Erzieher zur Gräflicher Familie von Spangen in Wien und in Pettau auf Schloß Thurnisch Grafen Schönfeld,  und der Pauline Edle von Vernay geboren, Taufpathen waren Anton und Marie von Vernay. Emma ist die Schwester von Ida Stolz. Mitte der 1850er Jahre studierte sie am Konservatorium in Wien Klavier in der Klasse von Josef Fischhof. 1862 heiratete sie den Künstler Franz Ritter. Um 1868 zog das Paar nach Koblenz, nachdem sie die Stadt bei einer Konzerttournee kennengelernt hatten. Hier wirkte sie unter anderem auch am Königlichen Gymnasium zu Coblenz, dem heutigen Görres-Gymnasium, als Musiklehrerin. Das Paar bekam zwei Kinder, Tochter Ida (* 14. März 1874) und Sohn Camillo (* 3. Dezember 1875). Letzterer wurde später ein bekannter Violinist und Musikprofessor. Im Januar 1879 starb ihr Mann.
Emma ist die Tante von Leopold Stolz, österreichischer Komponist und Dirigent sowie seines weltbekannten Bruders Robert Stolz österreichischer Komponist und Dirigent.
Emma Ritter entschied 1881 für die Familie, Koblenz zu verlassen und in Glasgow eine neue Bleibe aufzubauen. Wahrscheinlich entschied sich Emma Ritter für diese Stadt, da sie aktiv von der Glasgow Athenaeum School of Music rekrutiert wurde, die zu dieser Zeit in ganz Europa talentierte Musiker suchte. 1892 wurde sie an diesem Konservatorium zur Professorin für das Fach Klavier ernannt. Im gleichen Jahr wurden sie und ihre beiden Kinder britische Staatsbürger.
Insgesamt ist über Emma Ritter als Professorin aufgrund einer dünnen Aktenlage am Royal Conservatoire of Scotland bisher nur relativ wenig bekannt. Irina Vaterl gibt auf ihrem Dokument bei der HFMT Hamburg weitere Primärquellen zur Person Emma Ritter-Bondy. Die erste wissenschaftliche Arbeit zur Person Emma Ritter-Bondy ist die unter dem Punkt Literatur aufgeführte Arbeit von Vaterl. Nach dem referierten BBC-Dokument gab Emma Ritter beispielsweise 1893 zusammen mit ihren hoch-musikalischen Kindern in der Athenaeum Hall in Glasgow ein öffentliches Konzert. Emma Ritter-Bondy hatte bereits in ihrer Grazer und Wiener Zeit auf Tourneen öffentliche Konzerte gegeben wie beispielsweise am 27. Februar 1867 in Rothenburg ob der Tauber.
Emma Ritter starb am 23. Juni 1894 in Glasgow. Sie verfügte in ihrem Testament, dass ihre beiden Kinder die bestmögliche musikalische Ausbildung erhalten sollten. Diese sollte vorzugsweise in Berlin oder in London erfolgen. Die beiden Kinder schlossen ihre Ausbildung tatsächlich in Berlin (Camillo) und London (Ida) ab. „Während sich Tochter Ida als Klavierbegleiterin einen Namen machte, wurde Sohn Camillo als Violinvirtuose und Pädagoge bekannt.“